# Єгоров Анатолій Іванович (футболіст, 1948)
Анатолій Іванович Єгоров (нар. 10 грудня 1948, Ленінград, СРСР) — радянський футболіст, нападник та півзахисник.

## Життєпис
Вихованець «Трудових резервів» (Ленінград). Перша команда майстрів — ленінградське «Динамо», за яке в 1967-1970 роках провів у другій за силою лізі першості СРСР 93 матчі, відзначився 12 голами. У 1971-1972 роках грав також у першій лізі за одеський «Чорноморець» — 37 матчів, 2 голи. Сезон 1973 року провів у ленінградському «Зеніті». Єдиний матч у вищій лізі зіграв 13 червня — в домашньому поєдинку проти «Динамо» (Москва), де був замінений після першого тайму. Наступний сезон провів знову в ленінградському «Динамо», в 1975 році грав у складі «Трактора» (Павлодар). Професіональну кар'єру завершував в «Актюбинці» та хмельницькому «Поділлі». У 1991 році виступав за аматорський колектив «Калининець» (Санкт-Петербург).